# Kościół św. Jana w Gerze
Kościół św. Jana (niem. Johanniskirche) – neogotycka świątynia luterańska znajdująca się w niemieckim mieście Gera.

## Historia
Pierwszy kościół w mieście poświęcony św. Janowi Chrzcicielowi wzniesiono w XI wieku przy dzisiejszym Johannisplatzu. Świątynia została zniszczona w 1780 roku, w trakcie wielkiego pożaru miasta. W 1885 konsekrowano nowy kościół, zaprojektowany przez Augusta Hartla, wzniesiony w dzisiejszej lokalizacji. Patronem nowej świątyni został Jan Ewangelista, może ona pomieścić ok. 1200 osób. W 1892 ukończono budowę 52-głosowych organów z warsztatu Richarda Kreutzbacha, a w 1922 odlano staliwne dzwony. W 1928 przeprowadzono pierwszą poważną renowację gmachu. W 1932 przedsiębiorstwo Jehmlich Orgelbau Dresden rozbudowało organy do 57 rejestrów. Podczas II wojny światowej, 6 kwietnia 1945, zniszczony został dach i szyby okienne. W latach 1972–1975 przeprojektowano wnętrze i sprowadzono gotycki krucyfiks z miejscowości Gumperda. W 1989 w kościele, w ramach manifestacji antykomunistycznych, odmawiano modlitwy o pokój. W 1998 sporządzono nowy projekt prezbiterium, a w 2000 rozpoczęto remont 70-metrowej wieży, na której w 2010 roku zawieszono trzy nowe dzwony.

## Galeria

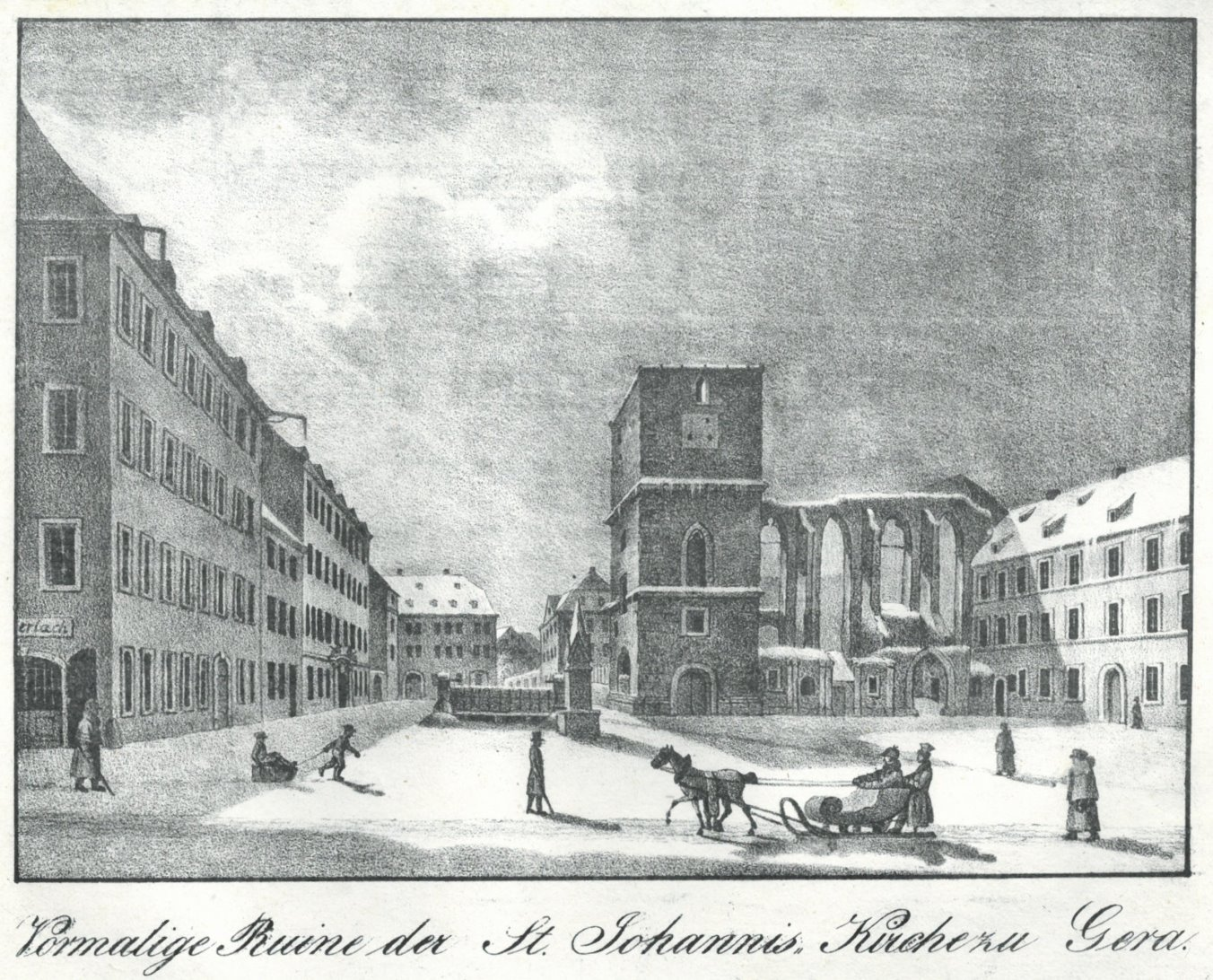
Ruiny starego kościoła w 1830 roku
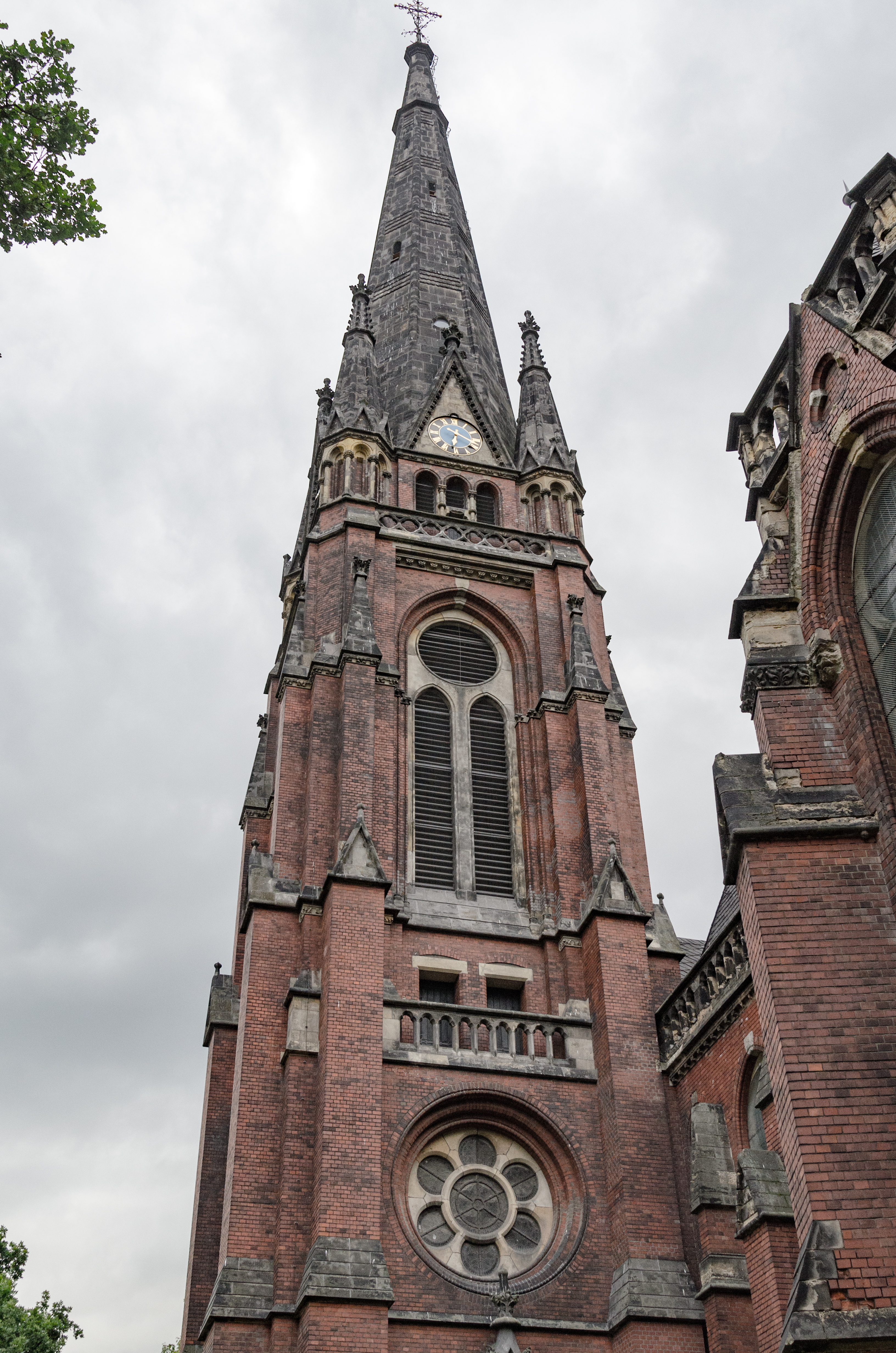
Wieża
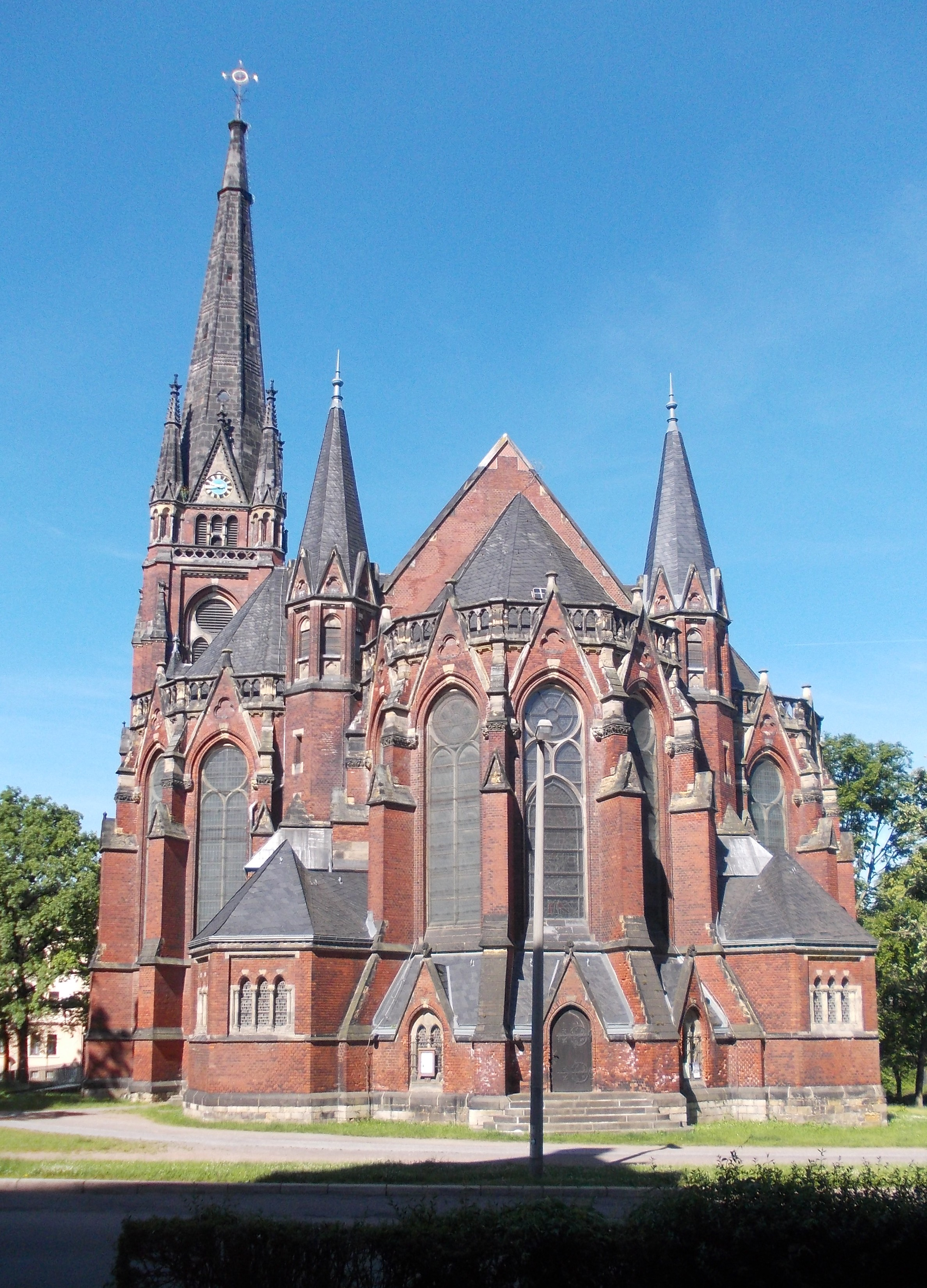
Widok ze wschodu na absydę
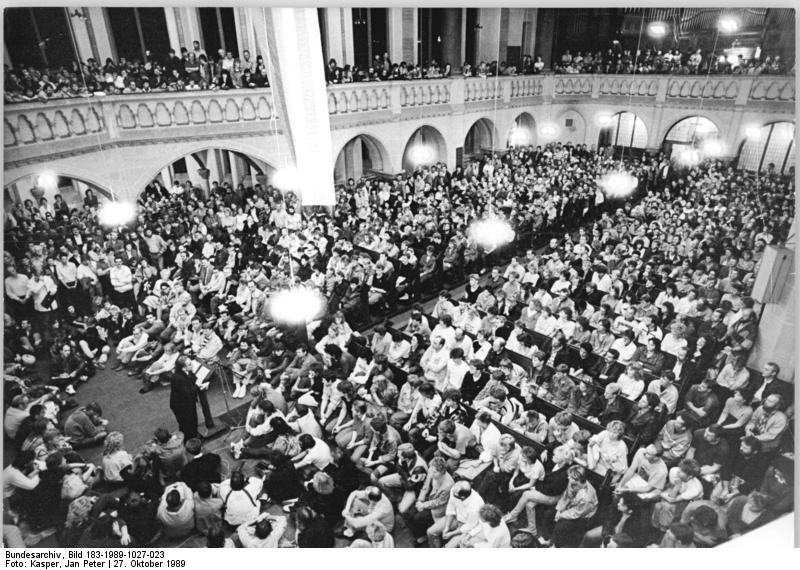
Pokojowa demonstracja z 1989 roku
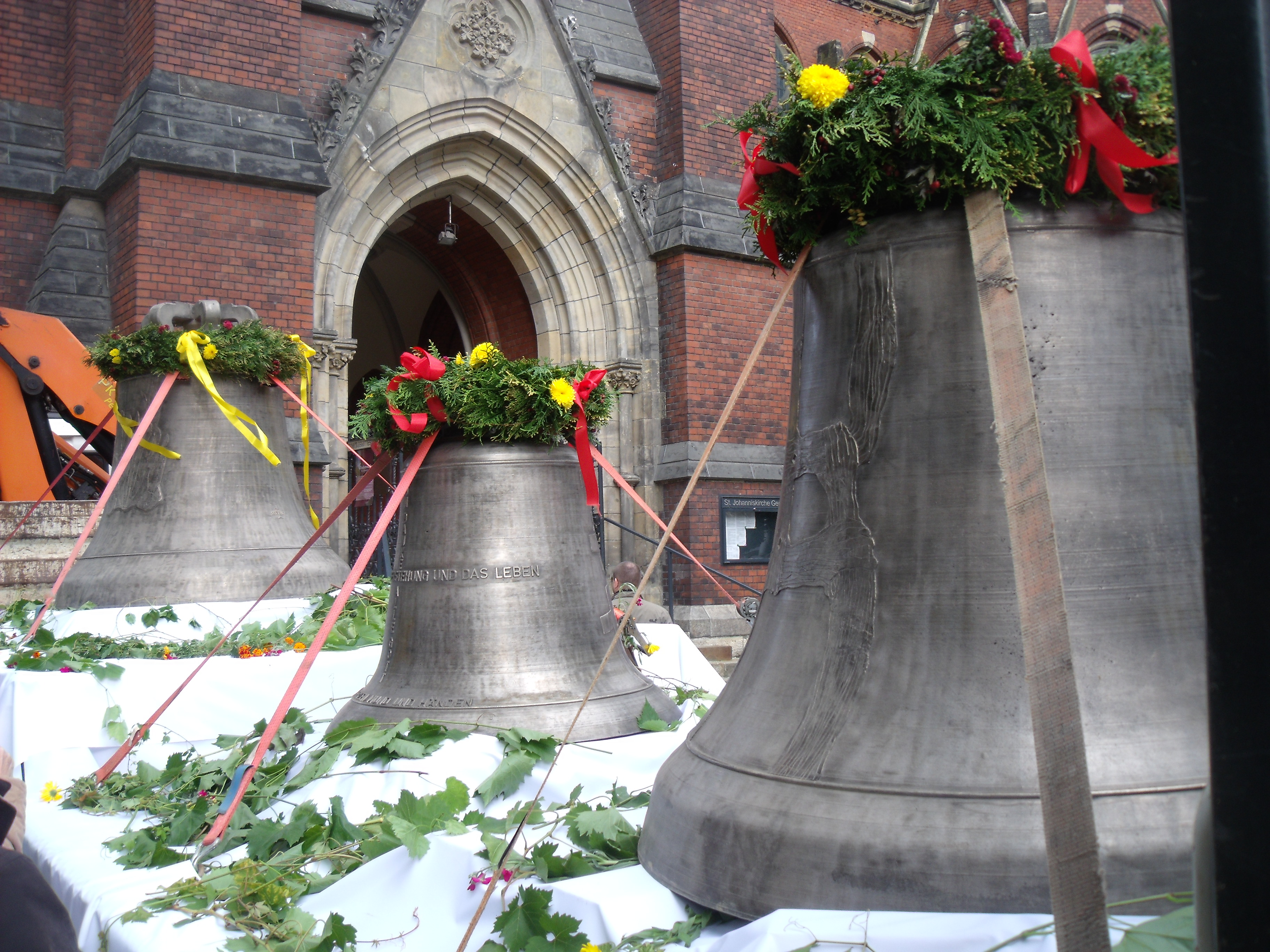
Odlane w 2010 roku dzwony przed zawieszeniem na wieży